# Энгстрём, Леандер
Пер Леандер Энгстрём (швед. Per Leander Engström; 27 февраля 1886, Ytterhogdal, Емтланд — 6 февраля 1927[…], Оскар) — шведский художник-экспрессионист.

## Биография
Энгстрём родился в 1886 году в Иттерхогдале, Швеция. Посещал начальную школу в Льюсторпе, позже его семья переехала в Сундсвалль, где до четырнадцати лет он работал на лесопилке.
В 1901 году Энгстрём присоединился к группе художников-любителей под руководством Хельмера Осслунда.
Благодаря финансовой поддержке Карла Нордстрёма, Энгстрём смог поступить в школу Ассоциации художников (Konstnärförbundets skola), где проучился с 1907 по 1908 год, а затем отправился в Париж, где брал уроки у Анри Матисса. 
Вернувшись в Швецию в 1912 году, Энгстрём он стал одним из первых членов недолго просуществовавшей группы художников-экспрессионистов под названием De unga («Юноши»). В 1914 году он с успехом участвовал в Балтийской выставке.
В дальнейшем Энгстрём провёл много времени в Норрланде (Северной Швеции), где создавал многчисленные пейзажи. Одним из его любимых мест был Абиску, где он в дальнейшем выстроил себе дом. 
В 1920—1923 годах Энгстрём проживал во Флоренции, в дальнейшем вернулся в Швецию.
Скончался в 1927 году и был похоронен на кладбище Скугсчюркогорден в Стокгольме. 

## Семья
В 1913 году Энгстрём женился на Марии, урождённой Эдлунд, и в следующем году у них родились сыновья-близнецы, Кьелл Леандер и Торд Леандер. В дальнейшем оба тоже стали художниками.

## Галерея

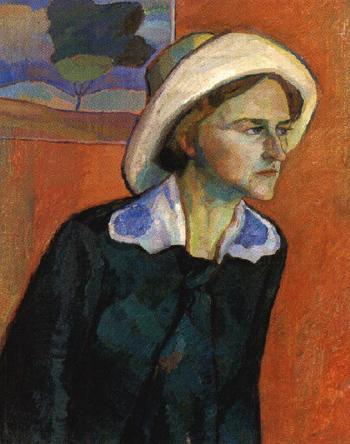
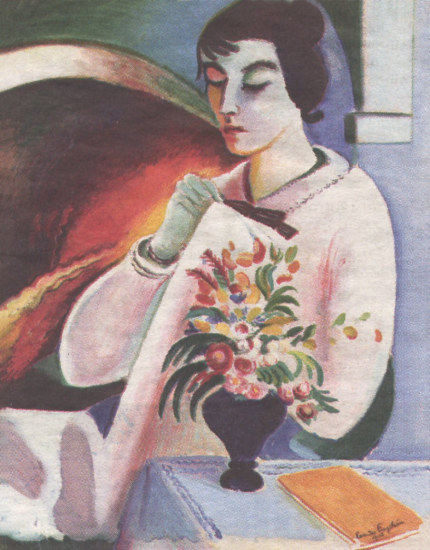
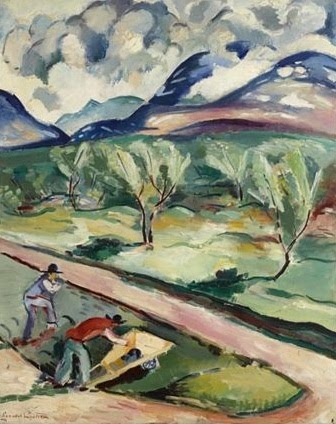
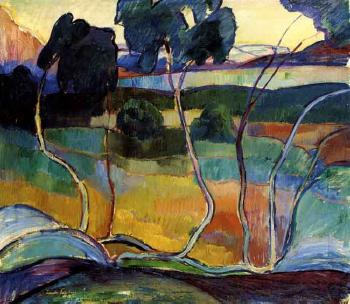
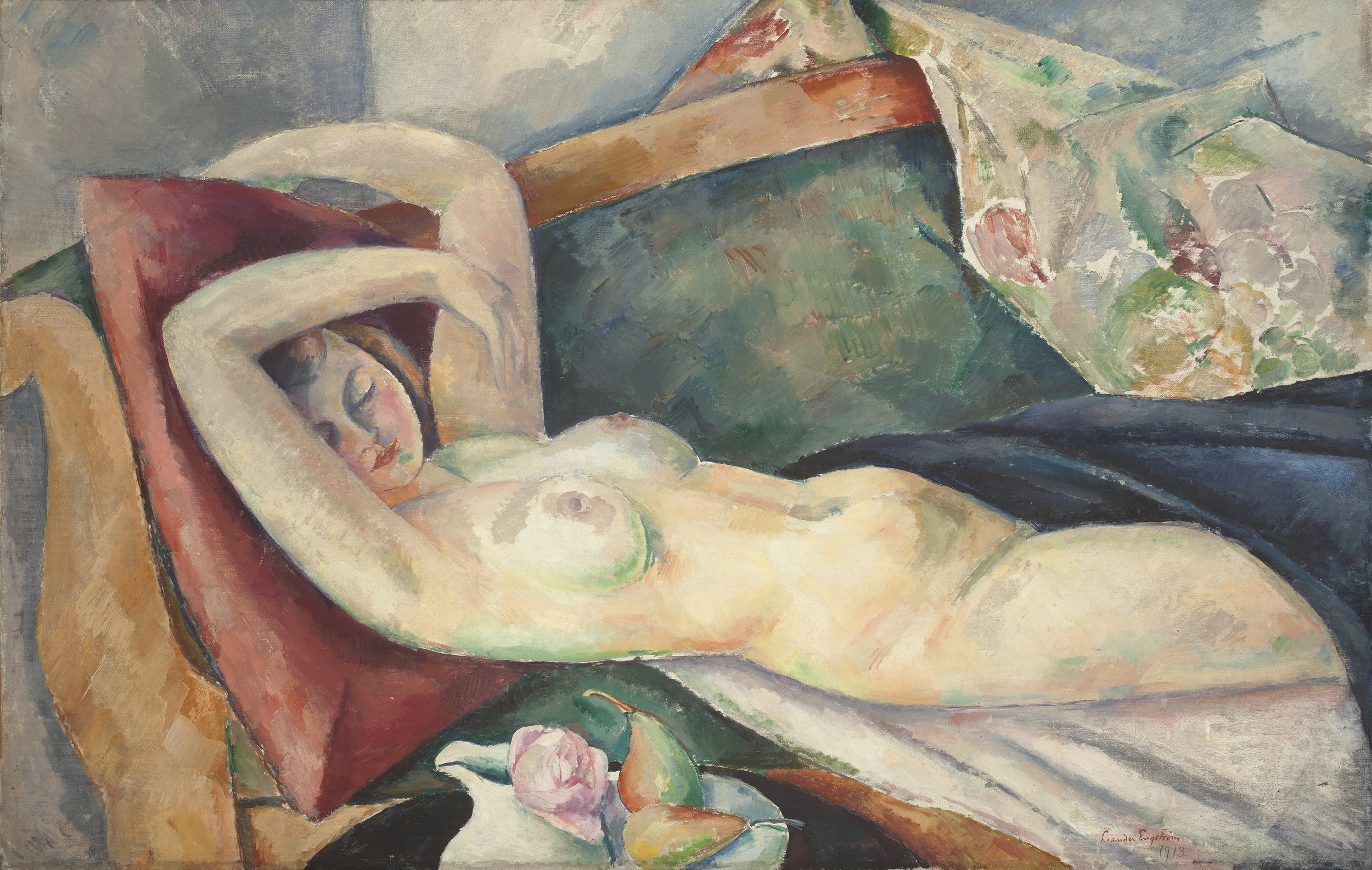
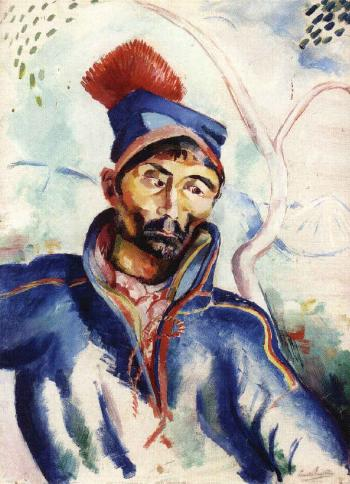
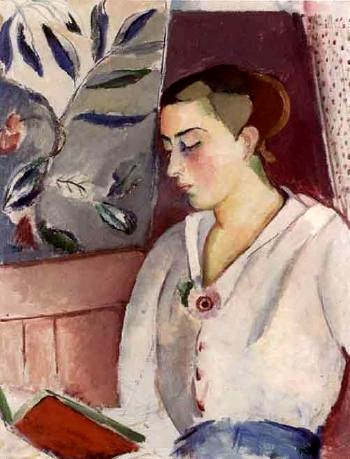
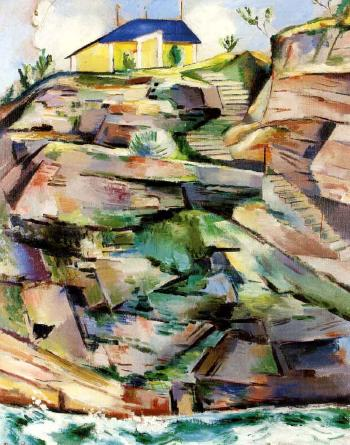
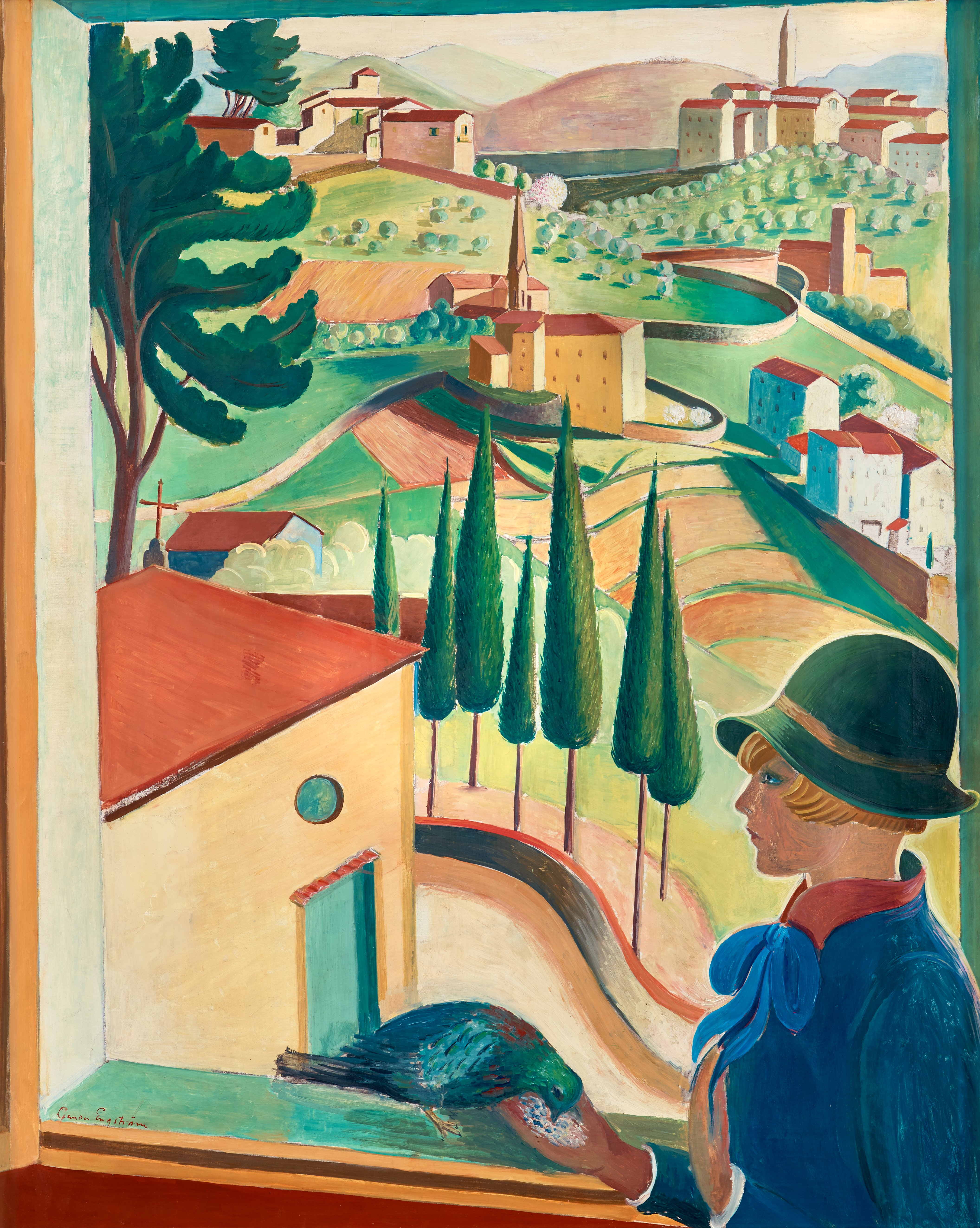
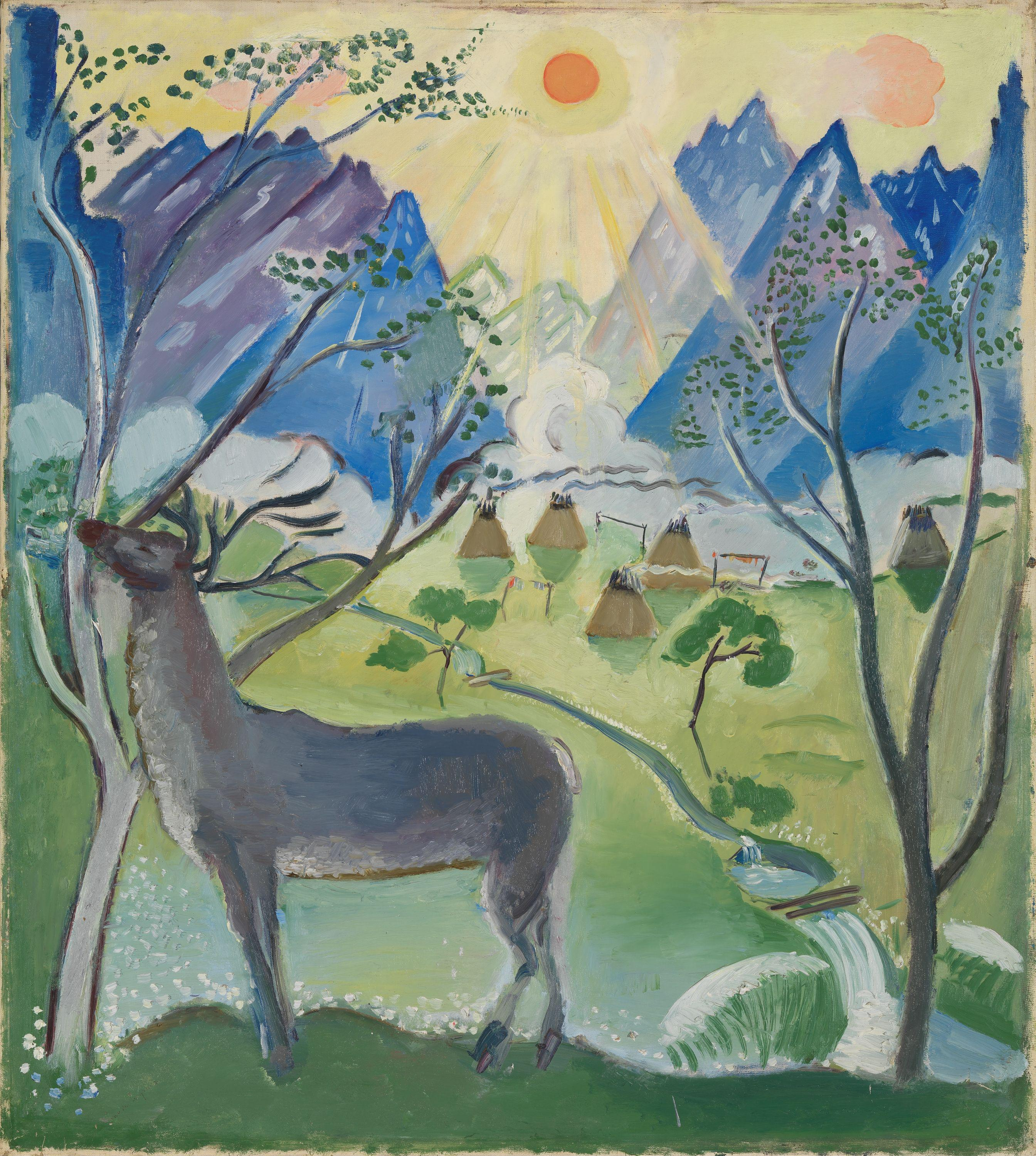